# Lussac (Charente)
Pour les articles homonymes, voir Lussac.
Lussac (Luçac en limousin, dialecte occitan) est une commune du Sud-Ouest de la France, située dans le département de la Charente (région Nouvelle-Aquitaine).

## Géographie

### Localisation et accès
Lussac est une commune du nord-est de la Charente située entre Chasseneuil-sur-Bonnieure et Saint-Claud, à 37 km au nord-est d'Angoulême.
Le bourg de Lussac se trouve à 3 km de Chasseneuil, 5 km de Saint-Claud, 26 km de Confolens et 11 km de Roumazières.
La commune est traversée par la D 951, route d'Angoulême à Confolens par Chasseneuil et aussi route Centre-Europe Atlantique entre Bordeaux, La Rochelle et Mâcon par Guéret et Montluçon. Une déviation contourne le bourg par l'est.
La route nationale 141 de Saintes à Clermont-Ferrand par Angoulême et Limoges se trouve en limite sud de la commune avec Suaux.
De petites routes départementales traversent aussi la commune d'est en ouest : la D 365 qui passe au bourg et va de Suaux à Chavagnac en direction de Cellefrouin, et la D 366 qui fait la limite sud de la commune.

### Hameaux et lieux-dits
La commune comporte quelques hameaux comme Boistizon à l'ouest, les Granges au nord, Chez Dieu et la Rivaille au sud en limite avec Chasseneuil.
D'autres hameaux plus petits sont : Chez Courbes, Chambardy, Lagéon, la Châtaigneraie, Chez Gervais, la Devignière…

### Communes limitrophes
|             | Saint-Claud | Nieuil |
| Cellefrouin | Lussac      | Suaux  |
|             | Chasseneuil |        |

### Géologie et relief
La commune se situe sur les derniers plateaux calcaires du Bassin aquitain en allant vers la Charente limousine.
Les plateaux datent du Jurassique inférieur et sont recouverts d'argile rouge à silex, dépôts tertiaires en provenance du Massif central tout proche, qui commence à Genouillac,,.
La commune occupe un terrain assez plat, plateau légèrement incliné vers l'ouest d'altitude moyenne de 160 m. Le point culminant est à une altitude de 182 m, situé sur la limite avec Suaux. Le point le plus bas est à 129 m, en limite sud-ouest de la commune. Le bourg est à environ 150 m d'altitude.

### Hydrographie

#### Réseau hydrographique

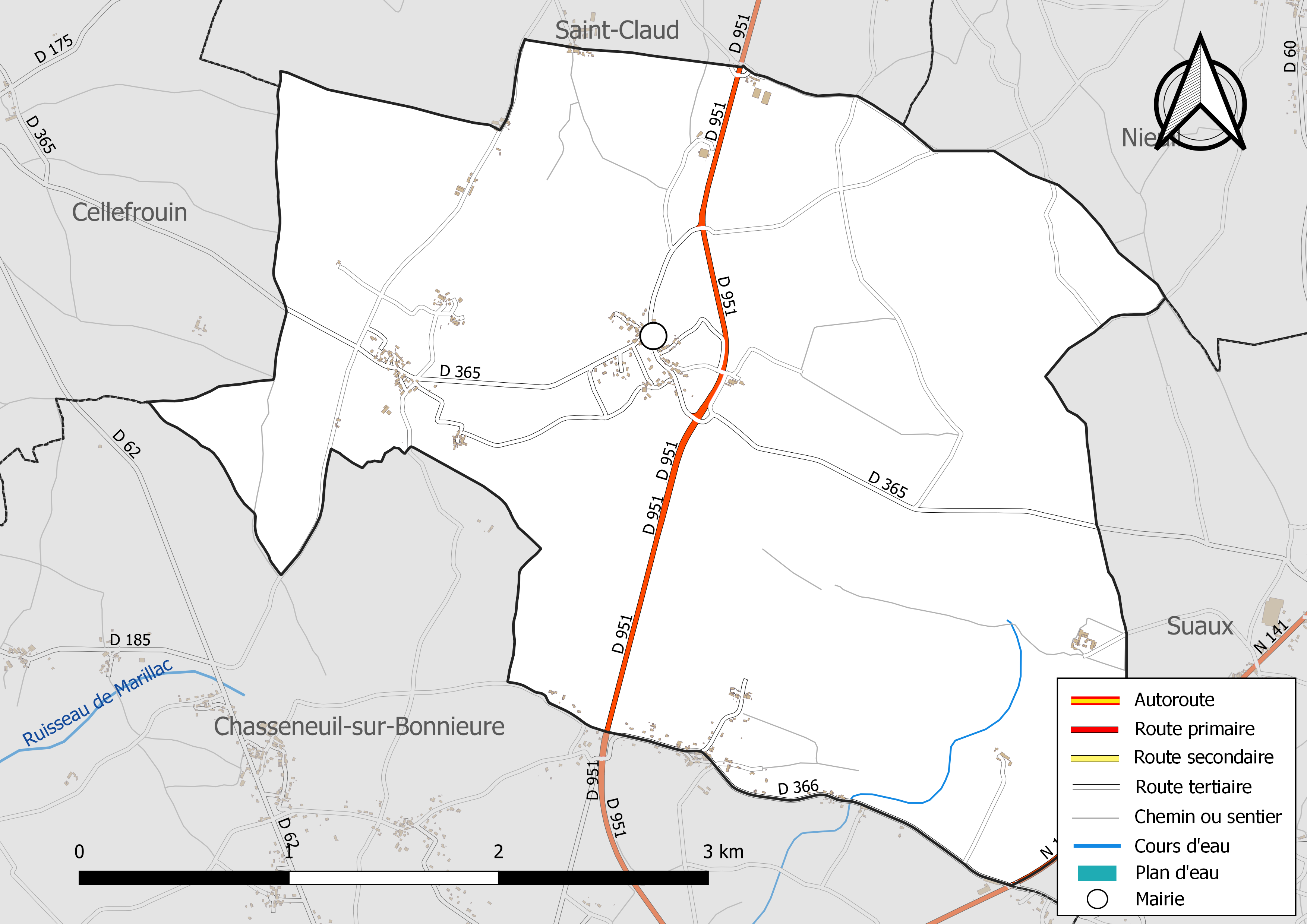
Réseaux hydrographique et routier de Lussac.

La commune est située dans le bassin versant de la Charente au sein  du Bassin Adour-Garonne. Aucun cours d'eau permanent ne traverse la commune. Au sud-est à Chambardy on peut noter deux petites retenues d'eau sur un vallon affluent de la Bonnieure et une fontaine à la Rivaille,.

#### Gestion des eaux
Le territoire communal est couvert par le schéma d'aménagement et de gestion des eaux (SAGE) « Charente ». Ce document de planification, dont le territoire correspond au bassin de la Charente, d'une superficie de 9 300 km2, a été approuvé le 19 novembre 2019. La structure porteuse de l'élaboration et de la mise en œuvre est l'établissement public territorial de bassin Charente. Il définit sur son territoire les objectifs généraux d’utilisation, de mise en valeur et de protection quantitative et qualitative des ressources en eau superficielle et souterraine, en respect des objectifs de qualité définis dans le troisième SDAGE  du Bassin Adour-Garonne qui couvre la période 2022-2027, approuvé le 10 mars 2022.

### Climat
Comme dans les trois quarts sud et ouest du département, le climat est océanique aquitain, légèrement dégradé car la commune se situe aux abords de la Charente limousine.

## Urbanisme

### Typologie
Au 1er janvier 2024, Lussac est catégorisée commune rurale à habitat dispersé, selon la nouvelle grille communale de densité à 7 niveaux définie par l'Insee en 2022.
Elle est située hors unité urbaine et hors attraction des villes,.

### Occupation des sols
L'occupation des sols de la commune, telle qu'elle ressort de la base de données européenne d’occupation biophysique des sols Corine Land Cover (CLC), est marquée par l'importance des territoires agricoles (71 % en 2018), une proportion sensiblement équivalente à celle de 1990 (71,1 %). La répartition détaillée en 2018 est la suivante : 
zones agricoles hétérogènes (35,2 %), terres arables (30,9 %), forêts (29 %), prairies (4,9 %). L'évolution de l’occupation des sols de la commune et de ses infrastructures peut être observée sur les différentes représentations cartographiques du territoire : la carte de Cassini (XVIIIe siècle), la carte d'état-major (1820-1866) et les cartes ou photos aériennes de l'IGN pour la période actuelle (1950 à aujourd'hui).

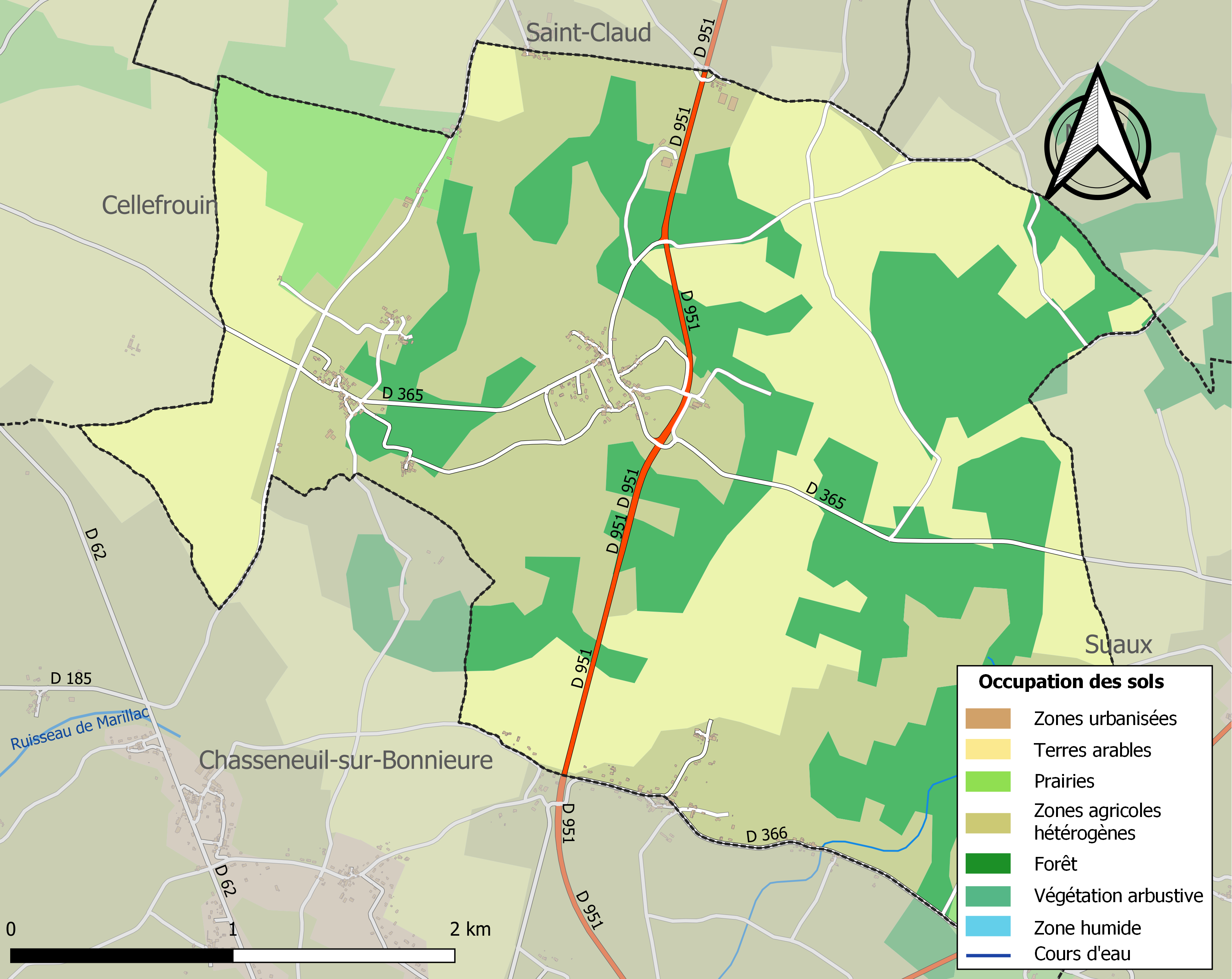
Carte des infrastructures et de l'occupation des sols de la commune en 2018 (CLC).

### Risques majeurs
Le territoire de la commune de Lussac est vulnérable à différents aléas naturels : météorologiques (tempête, orage, neige, grand froid, canicule ou sécheresse) et séisme (sismicité faible). Il est également exposé à un risque technologique,  le transport de matières dangereuses. Un site publié par le BRGM permet d'évaluer simplement et rapidement les risques d'un bien localisé soit par son adresse soit par le numéro de sa parcelle.

#### Risques naturels

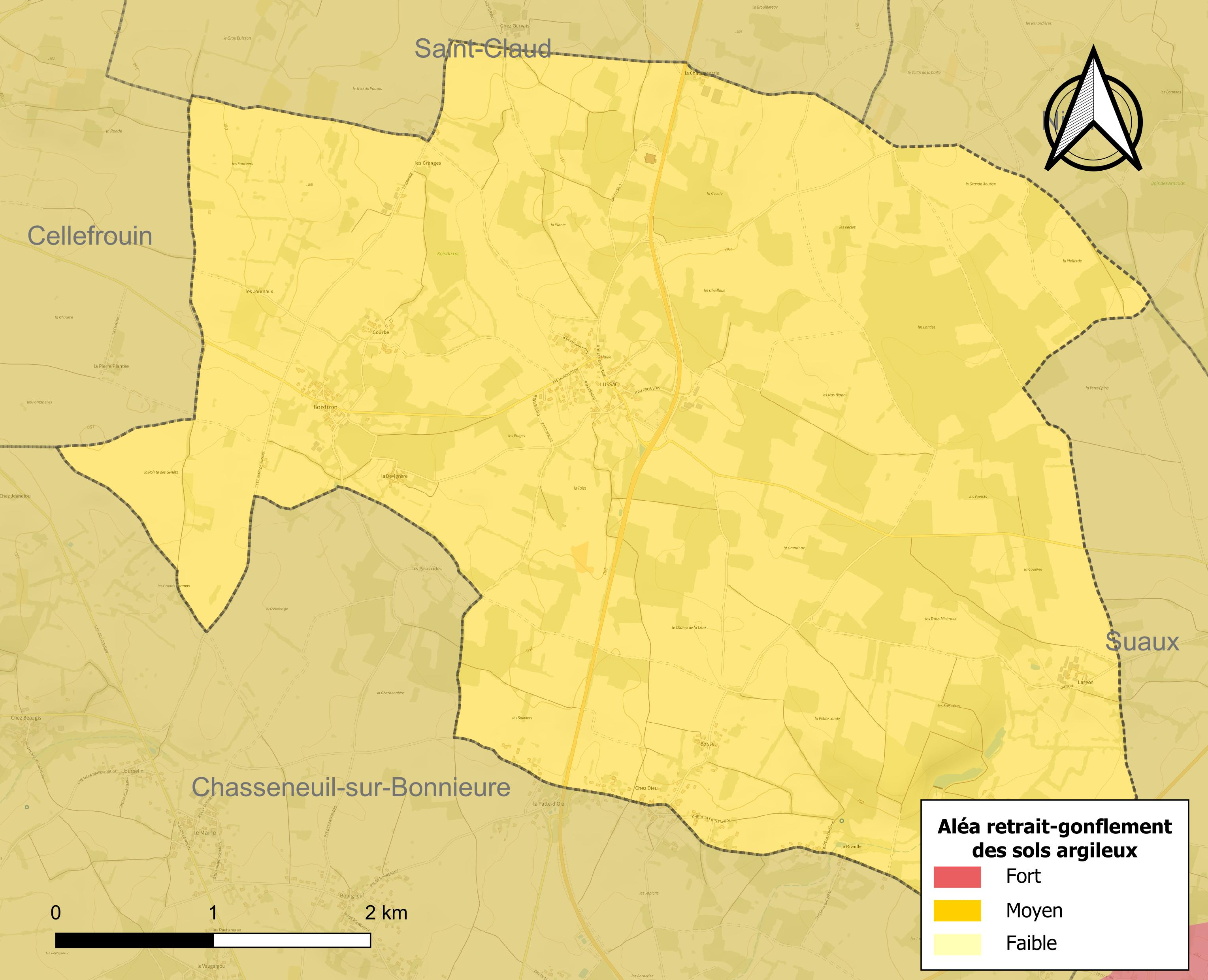
Carte des zones d'aléa retrait-gonflement des sols argileux de Lussac.

Le retrait-gonflement des sols argileux est susceptible d'engendrer des dommages importants aux bâtiments en cas d’alternance de périodes de sécheresse et de pluie. La totalité de la commune est en aléa moyen ou fort (67,4 % au niveau départemental et 48,5 % au niveau national). Sur les 147 bâtiments dénombrés sur la commune en 2019,  147 sont en aléa moyen ou fort, soit 100 %, à comparer aux 81 % au niveau départemental et 54 % au niveau national. Une cartographie de l'exposition du territoire national au retrait gonflement des sols argileux est disponible sur le site du BRGM,.
Par ailleurs, afin de mieux appréhender le risque d’affaissement de terrain, l'inventaire national des cavités souterraines permet de localiser celles situées sur la commune.
La commune a été reconnue en état de catastrophe naturelle au titre des dommages causés par les inondations et coulées de boue survenues en 1982, 1983 et 1999. Concernant les mouvements de terrains, la commune a été reconnue en état de catastrophe naturelle au titre des dommages causés par des mouvements de terrain en 1999.

#### Risques technologiques
Le risque de transport de matières dangereuses sur la commune est lié à sa traversée par une ou des infrastructures routières ou ferroviaires importantes ou la présence d'une canalisation de transport d'hydrocarbures. Un accident se produisant sur de telles infrastructures est susceptible d’avoir des effets graves sur les biens, les personnes ou l'environnement, selon la nature du matériau transporté. Des dispositions d’urbanisme peuvent être préconisées en conséquence.

## Toponymie
Les formes anciennes sont Luciaco au XIIIe siècle, Lussiaco.
L'origine du nom de Lussac remonterait à un nom de personne romain Lucius auquel est apposé le suffixe -acum, ce qui correspondrait à Luciacum, « domaine de Lucius »,.

### Langues
La commune est dans la partie occitane de la Charente qui en occupe le tiers oriental, et le dialecte est limousin. 
Elle se nomme Luçac en occitan.

## Histoire
Un cimetière et un site gallo-romains auraient été trouvés sur la commune en 1926. La limite sud de la commune (Chez Dieu) est une ancienne voie romaine de Chassenon à la Terne par La Tâche, embranchement à Mazières de la voie d'Agrippa de Saintes à Lyon qui passe plus au sud. Elle était connue dans la commune sous le nom de Chemin romain.
Au Moyen Âge, l'église dépendait, comme celle de Négret, du prieuré de Saint-Florent de La Rochefoucauld.

## Politique et administration

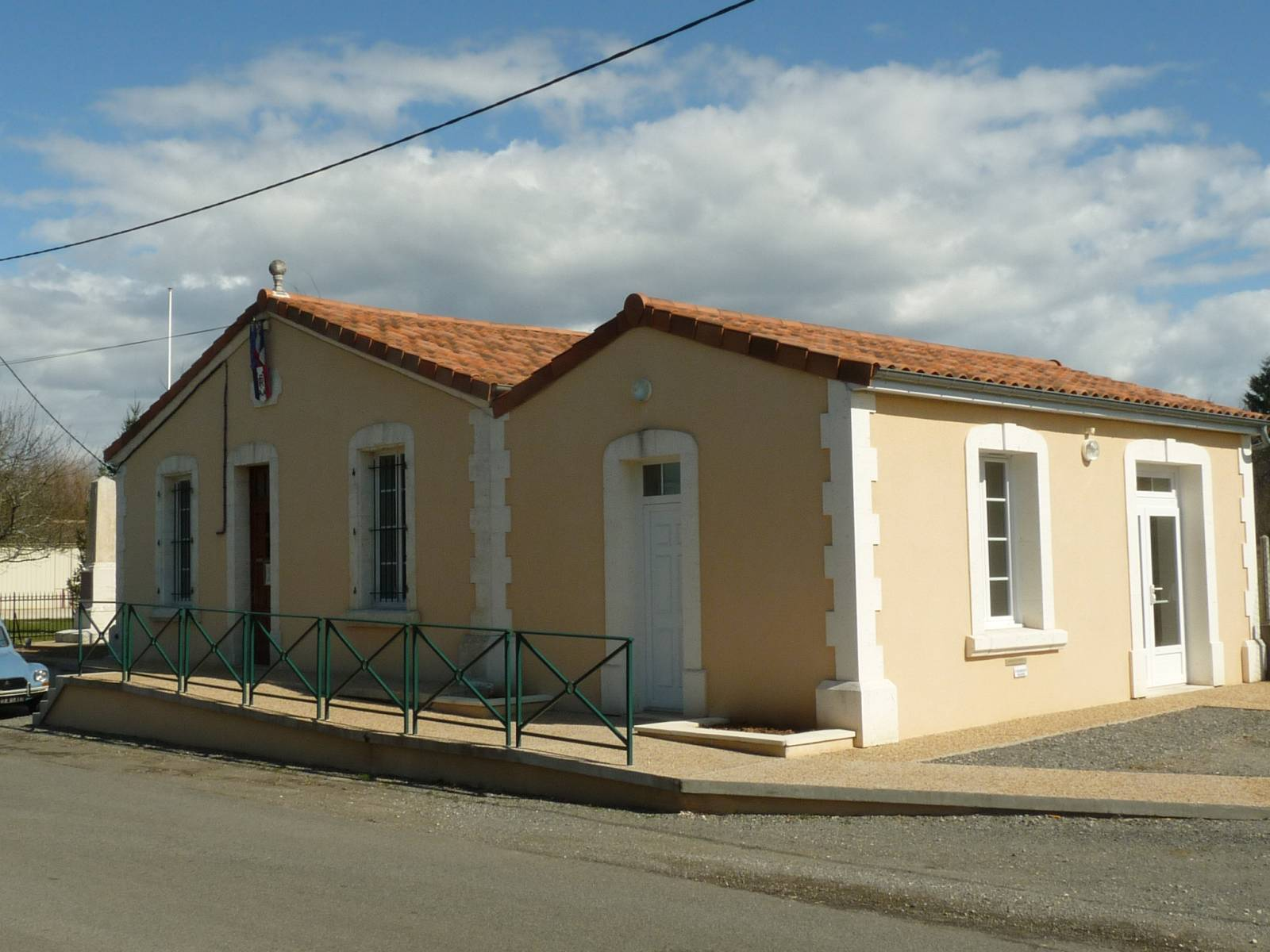
La mairie.

| Période                                  | Période  | Identité          | Étiquette | Qualité  |
| ---------------------------------------- | -------- | ----------------- | --------- | -------- |
| Les données manquantes sont à compléter. |          |                   |           |          |
| 2001                                     | 2014     | René Chadouteau   | SE        | Retraité |
| 2014                                     | En cours | Catherine Raynaud | PCF       | Employée |

## Démographie

### Évolution démographique
L'évolution du nombre d'habitants est connue à travers les recensements de la population effectués dans la commune depuis 1793. Pour les communes de moins de 10 000 habitants, une enquête de recensement portant sur toute la population est réalisée tous les cinq ans, les populations de référence des années intermédiaires étant quant à elles estimées par interpolation ou extrapolation. Pour la commune, le premier recensement exhaustif entrant dans le cadre du nouveau dispositif a été réalisé en 2007.

En 2022, la commune comptait 293 habitants, en évolution de +0,69 % par rapport à 2016 (Charente : −0,48 %, France hors Mayotte : +2,11 %).
| 1793 | 1800 | 1806 | 1821 | 1831 | 1841 | 1846 | 1851 | 1856 |
| ---- | ---- | ---- | ---- | ---- | ---- | ---- | ---- | ---- |
| 426  | 433  | 438  | 414  | 467  | 465  | 503  | 490  | 480  |

| 1861 | 1866 | 1872 | 1876 | 1881 | 1886 | 1891 | 1896 | 1901 |
| ---- | ---- | ---- | ---- | ---- | ---- | ---- | ---- | ---- |
| 481  | 429  | 401  | 491  | 441  | 416  | 427  | 398  | 372  |

| 1906 | 1911 | 1921 | 1926 | 1931 | 1936 | 1946 | 1954 | 1962 |
| ---- | ---- | ---- | ---- | ---- | ---- | ---- | ---- | ---- |
| 384  | 354  | 337  | 308  | 296  | 267  | 245  | 271  | 237  |

| 1968 | 1975 | 1982 | 1990 | 1999 | 2006 | 2007 | 2012 | 2017 |
| ---- | ---- | ---- | ---- | ---- | ---- | ---- | ---- | ---- |
| 230  | 232  | 273  | 295  | 291  | 281  | 283  | 288  | 290  |

| 2022 | - | - | - | - | - | - | - | - |
| ---- | - | - | - | - | - | - | - | - |
| 293  | - | - | - | - | - | - | - | - |

### Pyramide des âges
La population de la commune est relativement jeune.
En 2018, le taux de personnes d'un âge inférieur à 30 ans s'élève à 33 %, soit au-dessus de la moyenne départementale (30,2 %). À l'inverse, le taux de personnes d'âge supérieur à 60 ans est de 27,7 % la même année, alors qu'il est de 32,3 % au niveau départemental.
En 2018, la commune comptait 148 hommes pour 144 femmes, soit un taux de 50,68 % d'hommes, largement supérieur au taux départemental (48,41 %).
Les pyramides des âges de la commune et du département s'établissent comme suit.
| Hommes | Classe d’âge | Femmes |
| ------ | ------------ | ------ |
| 0,0    | 90 ou +      | 0,0    |
| 8,2    | 75-89 ans    | 9,8    |
| 16,4   | 60-74 ans    | 21,0   |
| 24,5   | 45-59 ans    | 16,8   |
| 19,0   | 30-44 ans    | 18,2   |
| 11,6   | 15-29 ans    | 13,2   |
| 20,4   | 0-14 ans     | 20,9   |

| Hommes | Classe d’âge | Femmes |
| ------ | ------------ | ------ |
| 1      | 90 ou +      | 2,7    |
| 9,2    | 75-89 ans    | 12     |
| 20,6   | 60-74 ans    | 21,3   |
| 20,7   | 45-59 ans    | 20,3   |
| 16,8   | 30-44 ans    | 16     |
| 15,6   | 15-29 ans    | 13,4   |
| 16,1   | 0-14 ans     | 14,3   |

## Équipements, services et vie locale

### Enseignement
L'école est un regroupement pédagogique intercommunal entre Lussac et Nieuil. Lussac accueille l'école élémentaire, avec une seule classe, et Nieuil l'école primaire. Le secteur du collège est Roumazières-Loubert.

## Lieux et monuments
L'église paroissiale Saint-Barthélemy a été refaite au XVe siècle, et on peut retrouver des pierres sculptées de l'église primitive. Elle a été restaurée en 2010. Remarquer à l'intérieur sa nef en bois qui forme une coque de bateau renversée et une peinture murale.
Le logis de la Devignère date du XVe siècle. On trouve aussi au bourg quelques maisons datant de la Renaissance.